# You Gotta Say Yes to Another Excess
You Gotta Say Yes to Another Excess – album szwajcarskiego zespołu Yello wydany w 1983 roku przez wytwórnię Vertigo. Reedytowany w roku 2005 wszedł w skład sześciopłytowego kompletu Remaster Series, na który składa się sześć pierwszych płyt zespołu (odświeżonych dźwiękowo).

## Lista utworów
1. I Love You (3:16)
2. Lost Again (4:21)
3. No More Words (3:58)
4. Crash Dance (2:11)
5. Great Mission (2:56)
6. You Gotta Say Yes To Another Excess (2:10)
7. Swing (3:28)
8. Heavy Whispers (3:58)
9. Smile On You (3:11)
10. Pumping Velvet (3:20)
11. Salut Mayoumba (4:40)

- dodatkowo na płycie reedytowanej znalazły się następujące utwory (bonusy):

1. Base For Alec
2. Rubber West
3. You Gotta Say Yes To Another Excess (UK Promo 12" Version)
4. Live At The Roxy NY Dec. 1983
5. Pumping Velvet (12" Mix)
6. I Love You (12" Mix)